# Nava del Barco (kommunhuvudort)
Nava del Barco är en kommunhuvudort i Spanien.   Den ligger i provinsen Provincia de Ávila och regionen Kastilien och Leon, i den centrala delen av landet, 160 km väster om huvudstaden Madrid. Nava del Barco ligger 1 139 meter över havet och antalet invånare är 136.
Terrängen runt Nava del Barco är kuperad åt nordväst, men åt sydost är den bergig. Runt Nava del Barco är det glesbefolkat, med 11 invånare per kvadratkilometer. Närmaste större samhälle är El Barco de Ávila, 7,2 km norr om Nava del Barco. 